# 七川楓
七川 楓（ななかわ かえで、1999年1月7日 - ）は、日本のグラビアアイドル。千葉県出身。かつては株式会社リップに所属しており、当時の芸名は山岸 楓（やまぎし かえで）だった。

## 経歴
家族に「グラビアやってみたら？」と軽いノリで言われ、自ら事務所に応募し、2020年3月にデビュー。
2020年6月26日、初のイメージDVD『ミルキー・グラマー』（竹書房）が発売された。
2020年10月5日、『アサ芸 Secret!』Vol.66（徳間書店）の企画「峰不二子なカラダ BEST50」にて1位に選ばれた。
2022年5月31日、同年2月28日をもってリップを弁護士を通して退所したこと、6月1日以降は芸名を「七川 楓」（ななかわ かえで）に改名して活動することを、自身のSNSで報告した。

## 人物
- 趣味は料理、ゴルフ(2024年度よりゴルフ専門月刊誌『ゴルフTODAY』イメージガールユニット【GTバーディーズ】メンバー[7]）、スニーカー収集、パチスロ、ラーメン屋巡り[8]、サウナ。特技は着付け[8]。
- セールスポイントは、胸のボリュームとキュッと引き締まったくびれ[8]。
- デビュー前は胸がコンプレックスだったが、デビュー後は「今は胸を長所に生かせているので楽しい」と述べている[9]。中学生の頃から胸が大きく始め、当時はFカップだった。祖母、母、妹（インタビュー時点で中学生）も胸が大きく、「ゆくゆくは妹と共演したいですね」と述べている[9]。
- リップ所属当時はIカップだった[1]が、2022年6月現在ではJカップになっている[2]。

## 作品

### イメージDVD
山岸楓名義
- ミルキー・グラマー（2020年6月26日、竹書房）
- maple smile（2020年10月20日、ラインコミュニケーションズ）
- 楓に恋して （2021年2月26日、スパイスビジュアル）
- Shaking OppaI（2021年5月28日、エスデジタル）
- 柔らかいんだよ?（2021年9月24日、竹書房）
- ボクには楓がちょうどいい【爆乳Iカップ独り占め編】（2022年1月25日、エアーコントロール）

七川楓名義
- 脱いだらすごいあの娘（2023年10月25日、スパイスビジュアル）[10][11]

### 動画配信
- I-ONE NEXT 山岸楓（2020年10月23日、I-ONE NEXT）
- 【VR】はじめてのVR、はじめてのわたし。山岸楓（2021年05月14日、ファンタスティカ）
- 【VR】Stop！ Look！ Listen！ Kaede Yamagishi 山岸楓（2021年05月28日、ファンタスティカ）
- グラビア学園MOVIE　山岸楓 １（2021年12月、アイドル学園）
- グラビア学園MOVIE　山岸楓 ２（同上）
- 【VR】apartment Days！ Guest 252 七川楓 sideA（2023年04月14日、ファンタスティカ）
- 【VR】apartment Days！ Guest 252 七川楓 sideB（2023年04月28日、ファンタスティカ）